# Nauwalde
Nauwalde este o comună din landul Saxonia, Germania.